# Sfondrati
Gli Sfondrati erano un'antica e nobile famiglia originaria di Cremona dal XII secolo che si trasferì a Milano alla fine del Quattrocento.

## Storia
Capostipite della famiglia fu Alberto Sfondrati che viveva a Cremona nel XII secolo. I membri della famiglia apparivano già indicati come mercatores nel XIII secolo, al punto che nel 1388 Maffeo fu, con altri, incaricato della rinnovazione degli statuti dell'Universitas Mercatorum. Giovanni Battista fu in seguito noto giurista a Cremona e si trasferì poi a Milano ove, nel 1487, ottenne la cittadinanza per mano del duca Gian Galeazzo Sforza. Creato senatore da Ludovico il Moro, fu ambasciatore per il ducato di Milano.

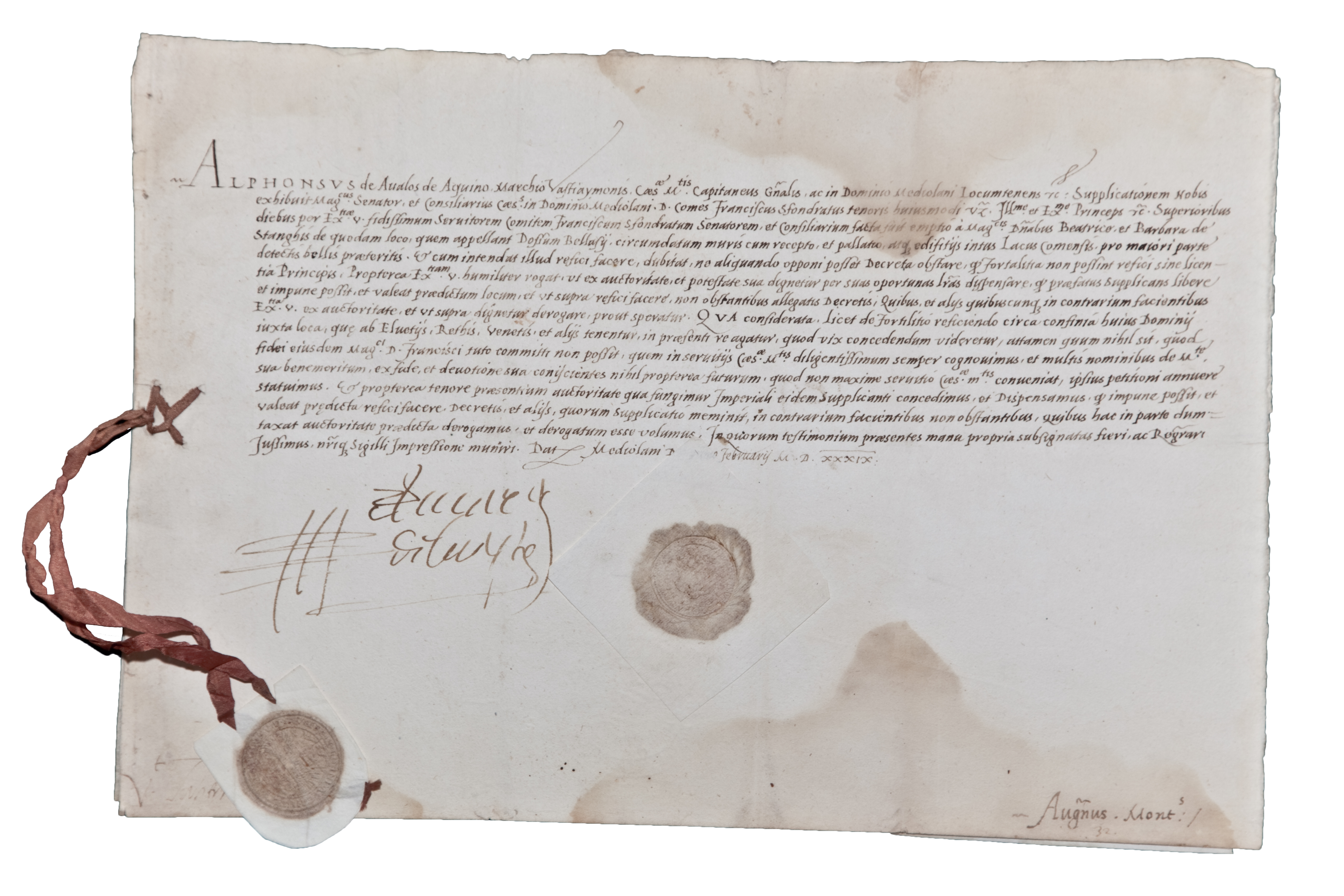
Concessione al conte Francesco Sfondrati di ristrutturare le fortificazioni del Dosso di Bellagio, 1539, per mano di Alfonso III d'Avalos, governatore spagnolo di Milano. Archivio Pietro Pensa, Fondo Serbelloni Sfondrati

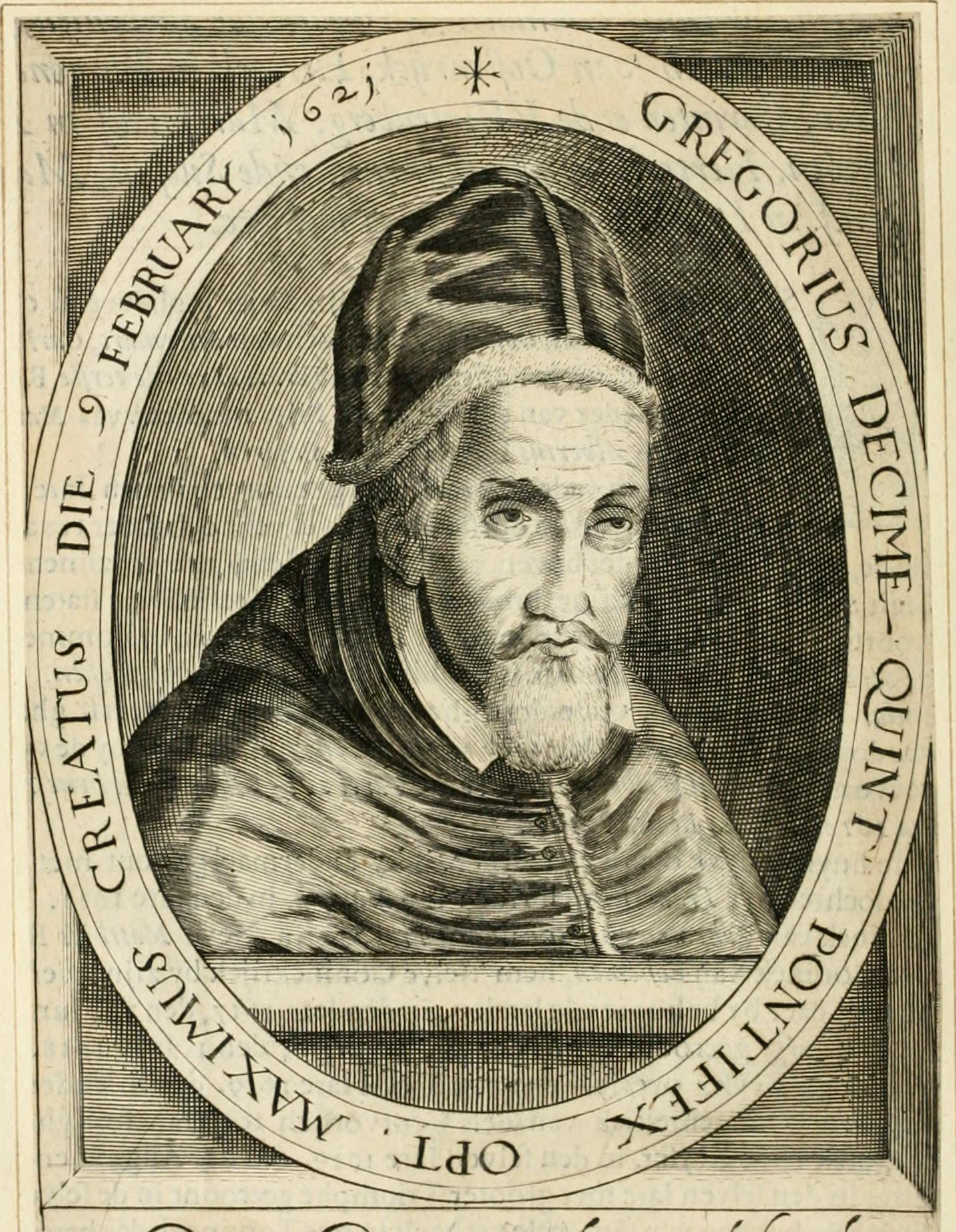
Papa Gregorio XIV, al secolo Niccolò Sfondrati

Il figlio di quest'ultimo, Francesco Sfondrati (padre tra gli altri di Niccolò, il futuro papa Gregorio XIV), acquistò il feudo della Vallassina. Il 22 agosto 1538 Carlo V imperatore (divenuto duca nel 1535 a Milano), nel confermare agli Sfondrati l'investitura degli ampi feudi in loro possesso, conferì loro il titolo di Baroni della Vallassina. Nel 1558 si aggiunse al patrimonio degli Sfondrati il feudo di Bellagio. Paolo, fratello di Francesco, venne creato da Filippo II di Spagna senatore a Milano e consigliere segreto, oltre a svolgere l'attività di ambasciatore presso la corte di Carlo Emanuele I di Savoia.
Fu il figlio di quest'ultimo, Ercole, a consacrare la definitiva ascesa della famiglia. Dapprima militare per la Spagna nella guerra coi Paesi Bassi, venne favorito dall'ascesa dello zio pontefice, il quale lo nominò duca di Montemarciano e capitano generale dell'esercito pontificio inviato in Francia per prestare aiuto alla Lega cattolica; mantenne la medesima carica anche sotto i pontificati di Innocenzo IX e Clemente VIII, morendo nel 1637. Anche il fratello minore di Ercole, Francesco, venne favorito dallo zio papa che lo creò marchese di Montafia (1591) e fu generale delle galere pontificie nonché castellano di Castel Sant'Angelo. Un terzo fratello, Paolo Camillo, venne creato cardinale e fu vescovo di Cremona e di Albano. 
Il figlio di Ercole, Valeriano, fu commissario generale dell'esercito spagnolo nel ducato di Milano e nel 1645 divenne ambasciatore spagnolo presso l'imperatore del Sacro Romano Impero.
Anche il primogenito di Valeriano, Ercole II, intraprese la carriera militare combattendo in tutte le guerre della sua epoca e distinguendosi in diversi fatti d'arme. Nel 1667, dopo l'estinzione della casata collaterale dei marchesi di Montafia, ne ereditò i titoli, ma col consenso degli altri suoi fratelli decise di vendere il feudo a Carlo Emanuele Giacinto di Simiana, già marchese di Pianezza. 
Il primogenito di Ercole II, Giuseppe Valeriano, ricoprì numerose cariche cittadine durante la dominazione austriaca, tra cui quelle di soprintendente generale della milizia urbana di Milano (1721), membro del Consiglio dei sessanta (1735), giudice delle strade della Città e del ducato di Milano (1747).
Ercole III, come suo padre, entrò nei XII di provvisione (1750), divenendo decurione della città di Milano (1751) e viene nominato giudice delle strade (1764). Ebbe una lunga contesa legale col fratello Carlo per la suddivisione dell'eredità paterna che si risolse soltanto nel 1772. L'anno successivo Ercole morì senza discendenti, dal momento che i tre figli nati dal suo matrimonio con Isabella Villani Crivelli, erano tutti morti prematuramente. Carlo, impegnato nella vita militare come tenente colonnello dell'esercito imperiale e celibe, venne nominato erede tutte le sostanze della famiglia Sfondrati.
La casata iniziò ad ogni modo ad entrare in declino e si estinse con la morte di Carlo nel 1788. Quest'ultimo nominò suo erede l'amico conte Alessandro Serbelloni, autorizzandolo a fregiarsi del suo stemma ed a portare anche il cognome Sfondrati: nacquero così i Serbelloni-Sfondrati. I titoli della casata tornarono alla Regia Camera di Milano. Le sostanze della sua eredità vennero divise per sua disposizione testamentaria tra i Serbelloni e i figli di sua sorella maggiore Teresa, la quale aveva sposato Carlo Filiberto II d'Este.

### Personaggi illustri

Lo stemma di papa Gregorio XIV Sfondrati

La famiglia annovera tra i suoi più illustri esponenti:
- Giovanni Battista Sfondrati (XV secolo), giurista, fu al servizio di Gian Galeazzo Maria Sforza;
- Francesco Sfondrati (1493 – 1550), cardinale;
- Paolo Sfondrati (1538 - 1587), barone di Valsassina, sposò nel 1556 Sigismonda d'Este, figlia di Sigismondo II d'Este;
- Niccolò Sfondrati (1535 – 1591), papa Gregorio XIV;
- Ercole Sfondrati (1559 – 1637), duca di Montemarciano e conte della Riviera;
- Paolo Emilio Sfondrati (1560 – 1618), cardinale;
- Sigismondo Sfondrati (? - 1652), generale, cavaliere dell'Ordine del Toson d'oro;
- Celestino Sfondrati (1644 – 1696), cardinale;
- Carlo Sfondrati (1720 c. - 1788), colonnello e ultimo rappresentante della famiglia, che passò proprietà e nome al conte Alessandro Serbelloni (allora cadetto della famiglia Serbelloni ma divenuto duca di San Gabrio per la morte del fratello maggiore nel 1802), il quale diede inizio alla famiglia Serbelloni-Sfondrati.

### Albero genealogico

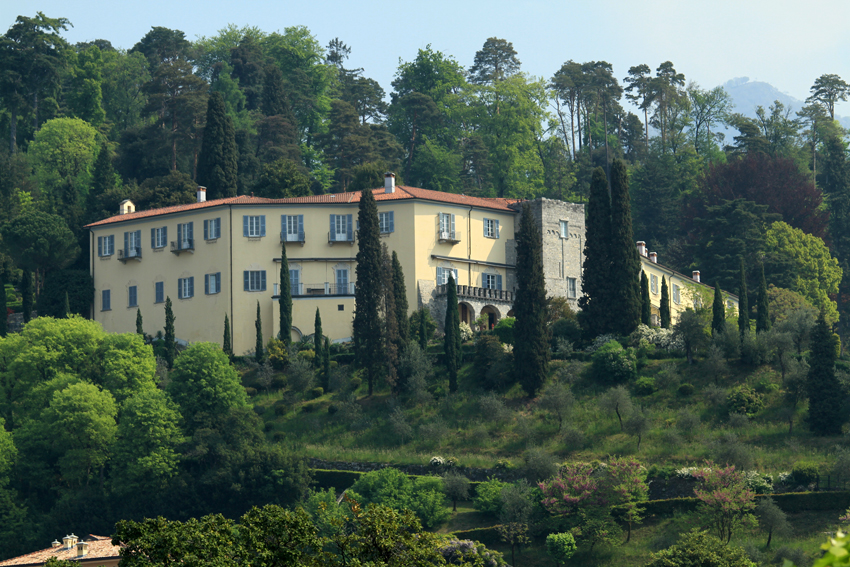
Bellagio, Villa Serbelloni

|                       |                       |                 |                 |                                                                       |                                                                       |                                                                           |                                                                           |                                                                           |                                                                           |                     |                       |                                                                                          |                                                                                          |                         |                                              |                                                   |                                                   |                                                      |                                                                        |                                                                        |                                                                                            |                                                                                            |                                                    |                                                    |                     |                                                             |                                                             |                            |             |             |              |              |                          |                          |                                                                    |                                                                    |                                                    |                                                    |                                                                              |                                                                              |                         |                         |                    |                    |               |               |
|                       |                       |                 |                 |                                                                       |                                                                       |                                                                           |                                                                           |                                                                           |                                                                           |                     |                       |                                                                                          |                                                                                          |                         |                                              |                                                   |                                                   |                                                      |                                                                        |                                                                        | Pietro ?-?                                                                                 |                                                                                            |                                                    |                                                    |                     |                                                             |                                                             |                            |             |             |              |              |                          |                          |                                                                    |                                                                    |                                                    |                                                    |                                                                              |                                                                              |                         |                         |                    |                    |               |               |
|                       |                       |                 |                 |                                                                       |                                                                       |                                                                           |                                                                           |                                                                           |                                                                           |                     |                       |                                                                                          |                                                                                          |                         |                                              |                                                   |                                                   |                                                      |                                                                        |                                                                        |                                                                                            |                                                                                            |                                                    |                                                    |                     |                                                             |                                                             |                            |             |             |              |              |                          |                          |                                                                    |                                                                    |                                                    |                                                    |                                                                              |                                                                              |                         |                         |                    |                    |               |               |
|                       |                       |                 |                 |                                                                       |                                                                       |                                                                           |                                                                           |                                                                           |                                                                           |                     |                       |                                                                                          |                                                                                          |                         |                                              |                                                   |                                                   |                                                      |                                                                        |                                                                        |                                                                                            |                                                                                            |                                                    |                                                    |                     |                                                             |                                                             |                            |             |             |              |              |                          |                          |                                                                    |                                                                    |                                                    |                                                    |                                                                              |                                                                              |                         |                         |                    |                    |               |               |
|                       |                       |                 |                 |                                                                       |                                                                       |                                                                           |                                                                           |                                                                           |                                                                           |                     |                       |                                                                                          |                                                                                          |                         |                                              |                                                   |                                                   |                                                      |                                                                        |                                                                        | Corrado ?-?                                                                                |                                                                                            |                                                    |                                                    |                     |                                                             |                                                             |                            |             |             |              |              |                          |                          |                                                                    |                                                                    |                                                    |                                                    |                                                                              |                                                                              |                         |                         |                    |                    |               |               |
|                       |                       |                 |                 |                                                                       |                                                                       |                                                                           |                                                                           |                                                                           |                                                                           |                     |                       |                                                                                          |                                                                                          |                         |                                              |                                                   |                                                   |                                                      |                                                                        |                                                                        |                                                                                            |                                                                                            |                                                    |                                                    |                     |                                                             |                                                             |                            |             |             |              |              |                          |                          |                                                                    |                                                                    |                                                    |                                                    |                                                                              |                                                                              |                         |                         |                    |                    |               |               |
|                       |                       |                 |                 |                                                                       |                                                                       |                                                                           |                                                                           |                                                                           |                                                                           |                     |                       |                                                                                          |                                                                                          |                         |                                              |                                                   |                                                   |                                                      |                                                                        |                                                                        |                                                                                            |                                                                                            |                                                    |                                                    |                     |                                                             |                                                             |                            |             |             |              |              |                          |                          |                                                                    |                                                                    |                                                    |                                                    |                                                                              |                                                                              |                         |                         |                    |                    |               |               |
|                       |                       |                 |                 |                                                                       |                                                                       |                                                                           |                                                                           |                                                                           |                                                                           |                     |                       |                                                                                          |                                                                                          |                         |                                              |                                                   |                                                   |                                                      |                                                                        |                                                                        | Giovanni ?-?                                                                               |                                                                                            |                                                    |                                                    |                     |                                                             |                                                             |                            |             |             |              |              |                          |                          |                                                                    |                                                                    |                                                    |                                                    |                                                                              |                                                                              |                         |                         |                    |                    |               |               |
|                       |                       |                 |                 |                                                                       |                                                                       |                                                                           |                                                                           |                                                                           |                                                                           |                     |                       |                                                                                          |                                                                                          |                         |                                              |                                                   |                                                   |                                                      |                                                                        |                                                                        |                                                                                            |                                                                                            |                                                    |                                                    |                     |                                                             |                                                             |                            |             |             |              |              |                          |                          |                                                                    |                                                                    |                                                    |                                                    |                                                                              |                                                                              |                         |                         |                    |                    |               |               |
|                       |                       |                 |                 |                                                                       |                                                                       |                                                                           |                                                                           |                                                                           |                                                                           |                     |                       |                                                                                          |                                                                                          |                         |                                              |                                                   |                                                   |                                                      |                                                                        |                                                                        |                                                                                            |                                                                                            |                                                    |                                                    |                     |                                                             |                                                             |                            |             |             |              |              |                          |                          |                                                                    |                                                                    |                                                    |                                                    |                                                                              |                                                                              |                         |                         |                    |                    |               |               |
|                       |                       |                 |                 |                                                                       |                                                                       |                                                                           |                                                                           |                                                                           |                                                                           |                     |                       |                                                                                          |                                                                                          |                         |                                              |                                                   |                                                   |                                                      |                                                                        |                                                                        | Giovanni Giacomo ?-?                                                                       |                                                                                            |                                                    |                                                    |                     |                                                             |                                                             |                            |             |             |              |              |                          |                          |                                                                    |                                                                    |                                                    |                                                    |                                                                              |                                                                              |                         |                         |                    |                    |               |               |
|                       |                       |                 |                 |                                                                       |                                                                       |                                                                           |                                                                           |                                                                           |                                                                           |                     |                       |                                                                                          |                                                                                          |                         |                                              |                                                   |                                                   |                                                      |                                                                        |                                                                        |                                                                                            |                                                                                            |                                                    |                                                    |                     |                                                             |                                                             |                            |             |             |              |              |                          |                          |                                                                    |                                                                    |                                                    |                                                    |                                                                              |                                                                              |                         |                         |                    |                    |               |               |
|                       |                       |                 |                 |                                                                       |                                                                       |                                                                           |                                                                           |                                                                           |                                                                           |                     |                       |                                                                                          |                                                                                          |                         |                                              |                                                   |                                                   |                                                      |                                                                        |                                                                        |                                                                                            |                                                                                            |                                                    |                                                    |                     |                                                             |                                                             |                            |             |             |              |              |                          |                          |                                                                    |                                                                    |                                                    |                                                    |                                                                              |                                                                              |                         |                         |                    |                    |               |               |
|                       |                       |                 |                 |                                                                       |                                                                       |                                                                           |                                                                           |                                                                           |                                                                           |                     |                       |                                                                                          |                                                                                          |                         |                                              |                                                   |                                                   |                                                      |                                                                        |                                                                        | Lodovico, patrizio di Cremona †1413                                                        |                                                                                            |                                                    |                                                    |                     |                                                             |                                                             |                            |             |             |              |              |                          |                          |                                                                    |                                                                    |                                                    |                                                    |                                                                              |                                                                              |                         |                         |                    |                    |               |               |
|                       |                       |                 |                 |                                                                       |                                                                       |                                                                           |                                                                           |                                                                           |                                                                           |                     |                       |                                                                                          |                                                                                          |                         |                                              |                                                   |                                                   |                                                      |                                                                        |                                                                        |                                                                                            |                                                                                            |                                                    |                                                    |                     |                                                             |                                                             |                            |             |             |              |              |                          |                          |                                                                    |                                                                    |                                                    |                                                    |                                                                              |                                                                              |                         |                         |                    |                    |               |               |
|                       |                       |                 |                 |                                                                       |                                                                       |                                                                           |                                                                           |                                                                           |                                                                           |                     |                       |                                                                                          |                                                                                          |                         |                                              |                                                   |                                                   |                                                      |                                                                        |                                                                        |                                                                                            |                                                                                            |                                                    |                                                    |                     |                                                             |                                                             |                            |             |             |              |              |                          |                          |                                                                    |                                                                    |                                                    |                                                    |                                                                              |                                                                              |                         |                         |                    |                    |               |               |
|                       |                       |                 |                 |                                                                       |                                                                       |                                                                           |                                                                           |                                                                           |                                                                           |                     |                       |                                                                                          |                                                                                          |                         |                                              |                                                   |                                                   |                                                      |                                                                        |                                                                        | Francesco, patrizio di Cremona †1449 Lavinia Parravicini                                   |                                                                                            |                                                    |                                                    |                     |                                                             |                                                             |                            |             |             |              |              |                          |                          |                                                                    |                                                                    |                                                    |                                                    |                                                                              |                                                                              |                         |                         |                    |                    |               |               |
|                       |                       |                 |                 |                                                                       |                                                                       |                                                                           |                                                                           |                                                                           |                                                                           |                     |                       |                                                                                          |                                                                                          |                         |                                              |                                                   |                                                   |                                                      |                                                                        |                                                                        |                                                                                            |                                                                                            |                                                    |                                                    |                     |                                                             |                                                             |                            |             |             |              |              |                          |                          |                                                                    |                                                                    |                                                    |                                                    |                                                                              |                                                                              |                         |                         |                    |                    |               |               |
|                       |                       |                 |                 |                                                                       |                                                                       |                                                                           |                                                                           |                                                                           |                                                                           |                     |                       |                                                                                          |                                                                                          |                         |                                              |                                                   |                                                   |                                                      |                                                                        |                                                                        |                                                                                            |                                                                                            |                                                    |                                                    |                     |                                                             |                                                             |                            |             |             |              |              |                          |                          |                                                                    |                                                                    |                                                    |                                                    |                                                                              |                                                                              |                         |                         |                    |                    |               |               |
|                       |                       |                 |                 |                                                                       |                                                                       |                                                                           |                                                                           |                                                                           |                                                                           |                     |                       |                                                                                          |                                                                                          |                         |                                              |                                                   |                                                   |                                                      | Giacomo ?-?                                                            | Giacomo ?-?                                                            | Giovanni Battista, patrizio di Cremona *1449 †1497 Margherita Omodei                       | Giovanni Battista, patrizio di Cremona *1449 †1497 Margherita Omodei                       | Lodovico ?-?                                       | Lodovico ?-?                                       |                     |                                                             |                                                             |                            |             |             |              |              |                          |                          |                                                                    |                                                                    |                                                    |                                                    |                                                                              |                                                                              |                         |                         |                    |                    |               |               |
|                       |                       |                 |                 |                                                                       |                                                                       |                                                                           |                                                                           |                                                                           |                                                                           |                     |                       |                                                                                          |                                                                                          |                         |                                              |                                                   |                                                   |                                                      |                                                                        |                                                                        |                                                                                            |                                                                                            |                                                    |                                                    |                     |                                                             |                                                             |                            |             |             |              |              |                          |                          |                                                                    |                                                                    |                                                    |                                                    |                                                                              |                                                                              |                         |                         |                    |                    |               |               |
|                       |                       |                 |                 |                                                                       |                                                                       |                                                                           |                                                                           |                                                                           |                                                                           |                     |                       |                                                                                          |                                                                                          |                         |                                              |                                                   |                                                   |                                                      |                                                                        |                                                                        |                                                                                            |                                                                                            |                                                    |                                                    |                     |                                                             |                                                             |                            |             |             |              |              |                          |                          |                                                                    |                                                                    |                                                    |                                                    |                                                                              |                                                                              |                         |                         |                    |                    |               |               |
|                       |                       |                 |                 |                                                                       |                                                                       |                                                                           |                                                                           |                                                                           |                                                                           |                     |                       |                                                                                          |                                                                                          |                         |                                              |                                                   |                                                   |                                                      | Nicolò †1495                                                           | Nicolò †1495                                                           | Francesco, I conte della Riviera *1493 †1550 Anna Visconti poi cardinale                   | Francesco, I conte della Riviera *1493 †1550 Anna Visconti poi cardinale                   | Giulia *1496 †1575 1. ? Gonzaga 2. Cleto Picenardi | Giulia *1496 †1575 1. ? Gonzaga 2. Cleto Picenardi |                     |                                                             |                                                             |                            |             |             |              |              |                          |                          |                                                                    |                                                                    |                                                    |                                                    |                                                                              |                                                                              |                         |                         |                    |                    |               |               |
|                       |                       |                 |                 |                                                                       |                                                                       |                                                                           |                                                                           |                                                                           |                                                                           |                     |                       |                                                                                          |                                                                                          |                         |                                              |                                                   |                                                   |                                                      |                                                                        |                                                                        |                                                                                            |                                                                                            |                                                    |                                                    |                     |                                                             |                                                             |                            |             |             |              |              |                          |                          |                                                                    |                                                                    |                                                    |                                                    |                                                                              |                                                                              |                         |                         |                    |                    |               |               |
|                       |                       |                 |                 |                                                                       |                                                                       |                                                                           |                                                                           |                                                                           |                                                                           |                     |                       |                                                                                          |                                                                                          |                         |                                              |                                                   |                                                   |                                                      |                                                                        |                                                                        |                                                                                            |                                                                                            |                                                    |                                                    |                     |                                                             |                                                             |                            |             |             |              |              |                          |                          |                                                                    |                                                                    |                                                    |                                                    |                                                                              |                                                                              |                         |                         |                    |                    |               |               |
|                       |                       |                 |                 |                                                                       |                                                                       |                                                                           |                                                                           |                                                                           |                                                                           |                     |                       |                                                                                          |                                                                                          |                         |                                              | Aurelia ?-?                                       | Aurelia ?-?                                       | Lavinia †1602                                        | Lavinia †1602                                                          | Giulia ?-?                                                             | Giulia ?-?                                                                                 | Niccolò *1553 †1591 papa Gregorio XIV                                                      | Niccolò *1553 †1591 papa Gregorio XIV              | Paola Antonia †1603                                | Paola Antonia †1603 | Paolo, II conte della Riviera *1538 †1587 Sigismonda d'Este | Paolo, II conte della Riviera *1538 †1587 Sigismonda d'Este |                            |             |             |              |              |                          |                          |                                                                    |                                                                    |                                                    |                                                    |                                                                              |                                                                              |                         |                         |                    |                    |               |               |
|                       |                       |                 |                 |                                                                       |                                                                       |                                                                           |                                                                           |                                                                           |                                                                           |                     |                       |                                                                                          |                                                                                          |                         |                                              |                                                   |                                                   |                                                      |                                                                        |                                                                        |                                                                                            |                                                                                            |                                                    |                                                    |                     |                                                             |                                                             |                            |             |             |              |              |                          |                          |                                                                    |                                                                    |                                                    |                                                    |                                                                              |                                                                              |                         |                         |                    |                    |               |               |
|                       |                       |                 |                 |                                                                       |                                                                       |                                                                           |                                                                           |                                                                           |                                                                           |                     |                       |                                                                                          |                                                                                          |                         |                                              |                                                   |                                                   |                                                      |                                                                        |                                                                        |                                                                                            |                                                                                            |                                                    |                                                    |                     |                                                             |                                                             |                            |             |             |              |              |                          |                          |                                                                    |                                                                    |                                                    |                                                    |                                                                              |                                                                              |                         |                         |                    |                    |               |               |
|                       |                       |                 |                 |                                                                       |                                                                       |                                                                           |                                                                           |                                                                           |                                                                           |                     |                       |                                                                                          | Francesco ?-† Giovane                                                                    | Francesco ?-† Giovane   | Anna *1559 †1584 Ercole Visconti di Saliceto | Anna *1559 †1584 Ercole Visconti di Saliceto      | Paolo Camillo *1560 †1618 cardinale               | Paolo Camillo *1560 †1618 cardinale                  | Barbara *1566 †1631 monaca                                             | Barbara *1566 †1631 monaca                                             | Duchi di Montemarciano Ercole, I duca di Montemarciano *1569 †1637 Lucrezia Cybo Malaspina | Duchi di Montemarciano Ercole, I duca di Montemarciano *1569 †1637 Lucrezia Cybo Malaspina |                                                    |                                                    |                     |                                                             |                                                             |                            |             |             |              |              |                          |                          |                                                                    |                                                                    |                                                    |                                                    | Marchesi di Montafia Francesco, I marchese di Montafia †1630 Bianca Visconti | Marchesi di Montafia Francesco, I marchese di Montafia †1630 Bianca Visconti |                         |                         |                    |                    |               |               |
|                       |                       |                 |                 |                                                                       |                                                                       |                                                                           |                                                                           |                                                                           |                                                                           |                     |                       |                                                                                          |                                                                                          |                         |                                              |                                                   |                                                   |                                                      |                                                                        |                                                                        |                                                                                            |                                                                                            |                                                    |                                                    |                     |                                                             |                                                             |                            |             |             |              |              |                          |                          |                                                                    |                                                                    |                                                    |                                                    |                                                                              |                                                                              |                         |                         |                    |                    |               |               |
|                       |                       |                 |                 |                                                                       |                                                                       |                                                                           |                                                                           |                                                                           |                                                                           |                     |                       |                                                                                          |                                                                                          |                         |                                              |                                                   |                                                   |                                                      |                                                                        |                                                                        |                                                                                            |                                                                                            |                                                    |                                                    |                     |                                                             |                                                             |                            |             |             |              |              |                          |                          |                                                                    |                                                                    |                                                    |                                                    |                                                                              |                                                                              |                         |                         |                    |                    |               |               |
|                       |                       |                 |                 |                                                                       |                                                                       |                                                                           |                                                                           |                                                                           |                                                                           |                     | Paolo ?-morto giovane | Paolo ?-morto giovane                                                                    | Francesco ?-? monaco                                                                     | Francesco ?-? monaco    | Eleonora ?-?                                 | Eleonora ?-?                                      | Anna Maria ?-?                                    | Anna Maria ?-?                                       | Valeriano, II duca di Montemarciano *1606 †1645 Paola Camilla Marliani | Valeriano, II duca di Montemarciano *1606 †1645 Paola Camilla Marliani | Caterina ?-?                                                                               | Caterina ?-?                                                                               | Cecilia ?-?                                        | Cecilia ?-?                                        | Isabella ?-?        | Isabella ?-?                                                | Sigismonda ?-?                                              | Sigismonda ?-?             | Aurelia ?-? | Aurelia ?-? | Giustina ?-? | Giustina ?-? | Gregorio ?-morto giovane | Gregorio ?-morto giovane | Sigismondo, II marchese di Montafia †1652 Genoveffa Anna de Tassis | Sigismondo, II marchese di Montafia †1652 Genoveffa Anna de Tassis | Carlo †1651 Isabella Visconti Borromeo Senza eredi | Carlo †1651 Isabella Visconti Borromeo Senza eredi | Giovanni †1634                                                               | Giovanni †1634                                                               | Giovanni Battista †1647 | Giovanni Battista †1647 | Pietro *1602 †1654 | Pietro *1602 †1654 | Filippo †1638 | Filippo †1638 |
|                       |                       |                 |                 |                                                                       |                                                                       |                                                                           |                                                                           |                                                                           |                                                                           |                     |                       |                                                                                          |                                                                                          |                         |                                              |                                                   |                                                   |                                                      |                                                                        |                                                                        |                                                                                            |                                                                                            |                                                    |                                                    |                     |                                                             |                                                             |                            |             |             |              |              |                          |                          |                                                                    |                                                                    |                                                    |                                                    |                                                                              |                                                                              |                         |                         |                    |                    |               |               |
|                       |                       |                 |                 |                                                                       |                                                                       |                                                                           |                                                                           |                                                                           |                                                                           |                     |                       |                                                                                          |                                                                                          |                         |                                              |                                                   |                                                   |                                                      |                                                                        |                                                                        |                                                                                            |                                                                                            |                                                    |                                                    |                     |                                                             |                                                             |                            |             |             |              |              |                          |                          |                                                                    |                                                                    |                                                    |                                                    |                                                                              |                                                                              |                         |                         |                    |                    |               |               |
|                       |                       |                 |                 |                                                                       |                                                                       |                                                                           |                                                                           |                                                                           |                                                                           |                     |                       | Ercole II, III duca di Montemarciano *1635 †1684 1. Barbara Schinchinelli 2. Laura Caimi | Ercole II, III duca di Montemarciano *1635 †1684 1. Barbara Schinchinelli 2. Laura Caimi |                         | Valeriano *1636 †1680                        | Valeriano *1636 †1680                             |                                                   |                                                      | Francesco †1667 Elena Legnani                                          | Francesco †1667 Elena Legnani                                          | Paolo †1657                                                                                | Paolo †1657                                                                                | Celestino *1644 †1696 cardinale                    | Celestino *1644 †1696 cardinale                    | Lucrezia ?-?        | Lucrezia ?-?                                                | Giovanni Battista *1645 †?                                  | Giovanni Battista *1645 †? |             |             |              |              |                          |                          | figlia femmina ?-?                                                 | figlia femmina ?-?                                                 |                                                    |                                                    |                                                                              |                                                                              |                         |                         |                    |                    |               |               |
|                       |                       |                 |                 |                                                                       |                                                                       |                                                                           |                                                                           |                                                                           |                                                                           |                     |                       |                                                                                          |                                                                                          |                         |                                              |                                                   |                                                   |                                                      |                                                                        |                                                                        |                                                                                            |                                                                                            |                                                    |                                                    |                     |                                                             |                                                             |                            |             |             |              |              |                          |                          |                                                                    |                                                                    |                                                    |                                                    |                                                                              |                                                                              |                         |                         |                    |                    |               |               |
|                       |                       |                 |                 |                                                                       |                                                                       |                                                                           |                                                                           |                                                                           |                                                                           |                     |                       |                                                                                          |                                                                                          |                         |                                              |                                                   |                                                   |                                                      |                                                                        |                                                                        |                                                                                            |                                                                                            |                                                    |                                                    |                     |                                                             |                                                             |                            |             |             |              |              |                          |                          |                                                                    |                                                                    |                                                    |                                                    |                                                                              |                                                                              |                         |                         |                    |                    |               |               |
|                       |                       |                 |                 |                                                                       |                                                                       |                                                                           |                                                                           | 2.Giuseppe Valeriano, IV duca di Montemarciano *1678 †1749 Maria Campeggi | 2.Giuseppe Valeriano, IV duca di Montemarciano *1678 †1749 Maria Campeggi | 2.Paolo *1680 †?    | 2.Paolo *1680 †?      | 2.Chiara *1682 †?                                                                        | 2.Chiara *1682 †?                                                                        | 2.Lucrezia **1683 †1687 | 2.Lucrezia **1683 †1687                      | 2.Ercole †1737                                    | 2.Ercole †1737                                    | Paola ?-? 1. Cesare Taverna 2. Pietro Goldoni Vidoni | Paola ?-? 1. Cesare Taverna 2. Pietro Goldoni Vidoni                   | Barbara ?-? Francesco Ferrero                                          | Barbara ?-? Francesco Ferrero                                                              |                                                                                            |                                                    |                                                    |                     |                                                             |                                                             |                            |             |             |              |              |                          |                          |                                                                    |                                                                    |                                                    |                                                    |                                                                              |                                                                              |                         |                         |                    |                    |               |               |
|                       |                       |                 |                 |                                                                       |                                                                       |                                                                           |                                                                           |                                                                           |                                                                           |                     |                       |                                                                                          |                                                                                          |                         |                                              |                                                   |                                                   |                                                      |                                                                        |                                                                        |                                                                                            |                                                                                            |                                                    |                                                    |                     |                                                             |                                                             |                            |             |             |              |              |                          |                          |                                                                    |                                                                    |                                                    |                                                    |                                                                              |                                                                              |                         |                         |                    |                    |               |               |
|                       |                       |                 |                 |                                                                       |                                                                       |                                                                           |                                                                           |                                                                           |                                                                           |                     |                       |                                                                                          |                                                                                          |                         |                                              |                                                   |                                                   |                                                      |                                                                        |                                                                        |                                                                                            |                                                                                            |                                                    |                                                    |                     |                                                             |                                                             |                            |             |             |              |              |                          |                          |                                                                    |                                                                    |                                                    |                                                    |                                                                              |                                                                              |                         |                         |                    |                    |               |               |
| Laura Agnese *1705 †? | Laura Agnese *1705 †? | Agnese *1707 †? | Agnese *1707 †? | Teresa *1710 †1773 Carlo Filiberto II d'Este, marchese di San Martino | Teresa *1710 †1773 Carlo Filiberto II d'Este, marchese di San Martino | Ercole III, V duca di Montemarciano *1711 †1773 Isabella Villani Crivelli | Ercole III, V duca di Montemarciano *1711 †1773 Isabella Villani Crivelli | Paola *1708 †?                                                            | Paola *1708 †?                                                            | Francesco ?-? abate | Francesco ?-? abate   | Niccolò ?-? barnabita                                                                    | Niccolò ?-? barnabita                                                                    | Sigismondo ?-?          | Sigismondo ?-?                               | Carlo, VI duca di Montemarciano †1788 Senza eredi | Carlo, VI duca di Montemarciano †1788 Senza eredi |                                                      |                                                                        |                                                                        |                                                                                            |                                                                                            |                                                    |                                                    |                     |                                                             |                                                             |                            |             |             |              |              |                          |                          |                                                                    |                                                                    |                                                    |                                                    |                                                                              |                                                                              |                         |                         |                    |                    |               |               |
|                       |                       |                 |                 |                                                                       |                                                                       |                                                                           |                                                                           |                                                                           |                                                                           |                     |                       |                                                                                          |                                                                                          |                         |                                              |                                                   |                                                   |                                                      |                                                                        |                                                                        |                                                                                            |                                                                                            |                                                    |                                                    |                     |                                                             |                                                             |                            |             |             |              |              |                          |                          |                                                                    |                                                                    |                                                    |                                                    |                                                                              |                                                                              |                         |                         |                    |                    |               |               |
|                       |                       |                 |                 |                                                                       |                                                                       |                                                                           |                                                                           |                                                                           |                                                                           |                     |                       |                                                                                          |                                                                                          |                         |                                              |                                                   |                                                   |                                                      |                                                                        |                                                                        |                                                                                            |                                                                                            |                                                    |                                                    |                     |                                                             |                                                             |                            |             |             |              |              |                          |                          |                                                                    |                                                                    |                                                    |                                                    |                                                                              |                                                                              |                         |                         |                    |                    |               |               |
|                       |                       |                 |                 | Giuseppe Valeriano *1758 †1759                                        | Giuseppe Valeriano *1758 †1759                                        | Maria Luigia *1760 †1763                                                  | Maria Luigia *1760 †1763                                                  | Pietro Francesco *1762 †1763                                              | Pietro Francesco *1762 †1763                                              |                     |                       |                                                                                          |                                                                                          |                         |                                              |                                                   |                                                   |                                                      |                                                                        |                                                                        |                                                                                            |                                                                                            |                                                    |                                                    |                     |                                                             |                                                             |                            |             |             |              |              |                          |                          |                                                                    |                                                                    |                                                    |                                                    |                                                                              |                                                                              |                         |                         |                    |                    |               |               |

## Proprietà
- Villa Serbelloni a Bellagio, costruita dalla famiglia.

## Signori di Bellagio
- Francesco Sfondrati (1493-1550), I signore di Bellagio
- Paolo Sfondrati (1538-1587), II signore di Bellagio

## Conti della Riviera e Baroni di Vallassina
- Paolo Sfondrati (1538-1587), I conte della Riviera e I barone di Vallassina
- Ercole Sfondrati (1569-1637), II conte della Riviera e II barone di Vallassina

## Duchi di Montemarciano (1590)
- Ercole Sfondrati (1569-1637), I duca di Montemarciano
- Valeriano Sfondrati (1606-1645), II duca di Montemarciano
- Ercole Sfondrati (1635-1684), III duca di Montemarciano
- Giuseppe Valeriano Sfondrati (1678-1749), IV duca di Montemarciano
- Ercole Sfondrati (1711-1773), V duca di Montemarciano
- Carlo Sfondrati (m. 1788), VI duca di Montemarciano

estinzione della casata

## Arma
| Stemma | Descrizione | Blasonatura |
|        | Sfondrati Duchi di Montemarciano, Marchesi di Montafia, Conti della Riviera, Baroni della Valassina, Patrizi di Cremona | “Inquartato nel 1º e 4º d'oro, alla banda doppiomerlata d'azzurro, caricata da un filetto del campo (o d'argento?) ed accostata da due stelle di otto raggi del secondo; nel 2º e 3º d'argento all'albero (cipresso?) nodrido della pianura, il tutto di verde”. |